# Dossenheim-sur-Zinsel
Pour l’article homonyme, voir Dossenheim.
Dossenheim-sur-Zinsel (prononcé [dɔsənajm/syʁ/tsinsəl]) est une commune française de la plaine d'Alsace située à 35,7 km au nord-ouest de Strasbourg, dans la circonscription administrative du Bas-Rhin et, depuis le 1er janvier 2021, dans le territoire de la Collectivité européenne d'Alsace, en région Grand Est.
Cette commune se trouve dans la région historique et culturelle d'Alsace.
En 2013, la population légale est de 1 102 habitants. Village de milieu rural, Dossenheim est intégrée dans la communauté de communes de Hanau-La Petite Pierre.
Les habitants sont les dossenheimois et dossenheimoises.

## Géographie

### Localisation
Dossenheim-sur-Zinsel est située à 35,7 km au nord-ouest de Strasbourg, non loin de Bouxwiller (6,0 km) dans la plaine d'Alsace.

### Communes limitrophes
| Neuwiller-lès-Saverne  | Neuwiller-lès-Saverne | Neuwiller-lès-Saverne |
| Neuwiller-lès-Saverne  | Dossenheim-sur-Zinsel | Bouxwiller            |
| Ernolsheim-lès-Saverne | Steinbourg            | Hattmatt              |

### Sismicité
Commune située dans une zone de sismicité 3 modérée.

### Géologie et relief
La commune se compose de 71,41 hectares de territoires artificialisés (4,12 %), 399,18 hectares de territoires agricoles (23,01 %) et 1 263,97 hectares de forêts et milieux semi-naturels (72,85 %).
Espaces naturels :
- Cinq espaces protégés hors Natura 2000 :

La Petite Pierre,
Réserve de Biosphère, zone centrale,
Réserve de Biosphère, zone tampon,
Réserve de Biosphère, zone de transition,
Parc naturel régional.
- Deux espaces protégés Natura 2000 Vosges du Nord[11],[12]
- Trois zones naturelles d'intérêt écologique, faunistique et floristique (Znieff) :

Paysage de collines avec vergers du Pays de Hanau,
Prairies à Dossenheim-sur-Zinsel et Bouxwiller,
Forêts des plateaux gréseux des Vosges du Nord.
La commune fait partie du parc naturel régional des Vosges du Nord.

### Hydrographie et les eaux souterraines
Hydrogéologie et climatologie
Système d’information pour la gestion des eaux souterraines du bassin Rhin-Meuse]
Territoire communal : Occupation du sol (Corinne Land Cover); Cours d'eau (BD Carthage),
Géologie : Carte géologique; Coupes géologiques et techniques,
Hydrogéologie : Masses d'eau souterraine; BD Lisa; Cartes piézométriques.
La commune est dans le bassin versant du Rhin au sein du bassin Rhin-Meuse. Elle est drainée par la Zinsel du Sud, le ruisseau le Fischbach, le ruisseau le Griesbaechel, le ruisseau de Ernolsheim-Les-Saverne, le ruisseau de Neuwilleres-Saverne et le ruisseau le Maibaechel,.
La Zinsel du Sud, d'une longueur totale de 30,9 km, prend sa source dans la commune de Wintersbourg et se jette  dans la Zorn à Steinbourg, après avoir traversé 15 communes. Les caractéristiques hydrologiques de la Zinsel du Sud sont données par la station hydrologique située sur la commune d'Eckartswiller. Le débit moyen mensuel est de 0,879 m3/s. Le débit moyen journalier maximum est de 14,7 m3/s, atteint lors de la crue du 3 février 2020. Le débit instantané maximal est quant à lui de 24,1 m3/s, atteint le 4 mai 2013.

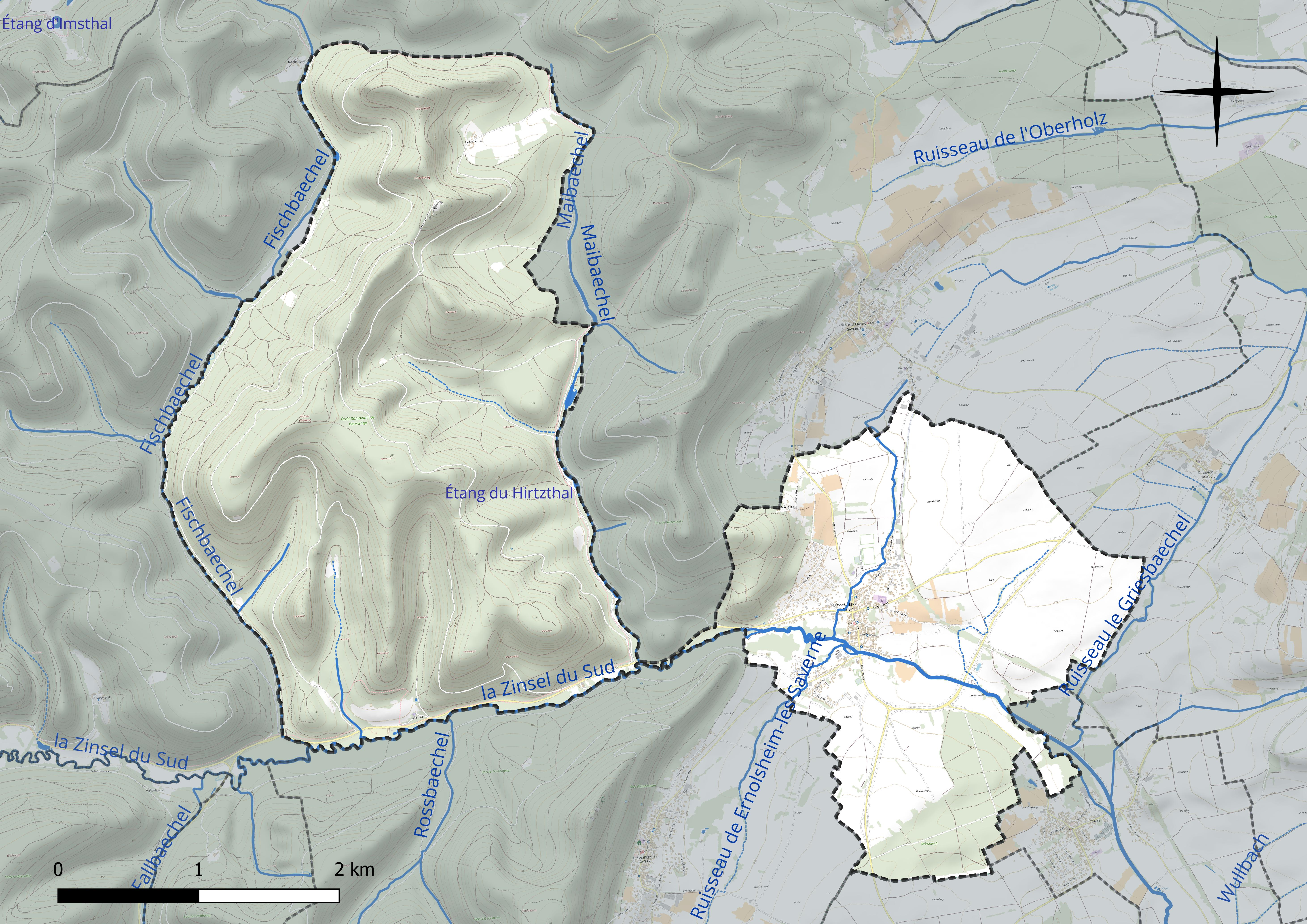
Réseau hydrographique de Dossenheim-sur-Zinsel.

Un plan d'eau complète le réseau hydrographique : l'étang du Hirtzthal, d'une superficie totale de 0,4 ha (0,2 ha sur la commune),.

### Climat
Pour des articles plus généraux, voir Climat du Grand Est et Climat du Bas-Rhin.
En 2010, le climat de la commune est de type climat des marges montargnardes, selon une étude du Centre national de la recherche scientifique s'appuyant sur une série de données couvrant la période 1971-2000. En 2020, Météo-France publie une typologie des climats de la France métropolitaine dans laquelle la commune est exposée à un climat semi-continental et est dans la région climatique  Vosges, caractérisée par une pluviométrie très élevée (1 500 à 2 000 mm/an) en toutes saisons et un hiver rude (moins de 1 °C).
Pour la période 1971-2000, la température annuelle moyenne est de 10,3 °C, avec une amplitude thermique annuelle de 17,6 °C. Le cumul annuel moyen de précipitations est de 782 mm, avec 10,9 jours de précipitations en janvier et 10 jours en juillet. Pour la période 1991-2020, la température moyenne annuelle observée sur la station météorologique de Météo-France la plus proche, « Uhrwiller_sapc », sur la commune de Uhrwiller à 15 km à vol d'oiseau, est de 10,9 °C et le cumul annuel moyen de précipitations est de 740,0 mm. 
La température maximale relevée sur cette station est de 38,7 °C, atteinte le 7 août 2015 ; la température minimale est de −18 °C, atteinte le 20 décembre 2009,,.
Les paramètres climatiques de la commune ont été estimés pour le milieu du siècle (2041-2070) selon différents scénarios d'émission de gaz à effet de serre à partir des nouvelles projections climatiques de référence DRIAS-2020. Ils sont consultables sur un site dédié publié par Météo-France en novembre 2022.

### Voies de communications et transports

#### Voies routières
- D 116 vers Hattmatt[27].
- D 14 vers Neuwiller-lès-Saverne.
- D 219 vers Ernolsheim-lès-Saverne.

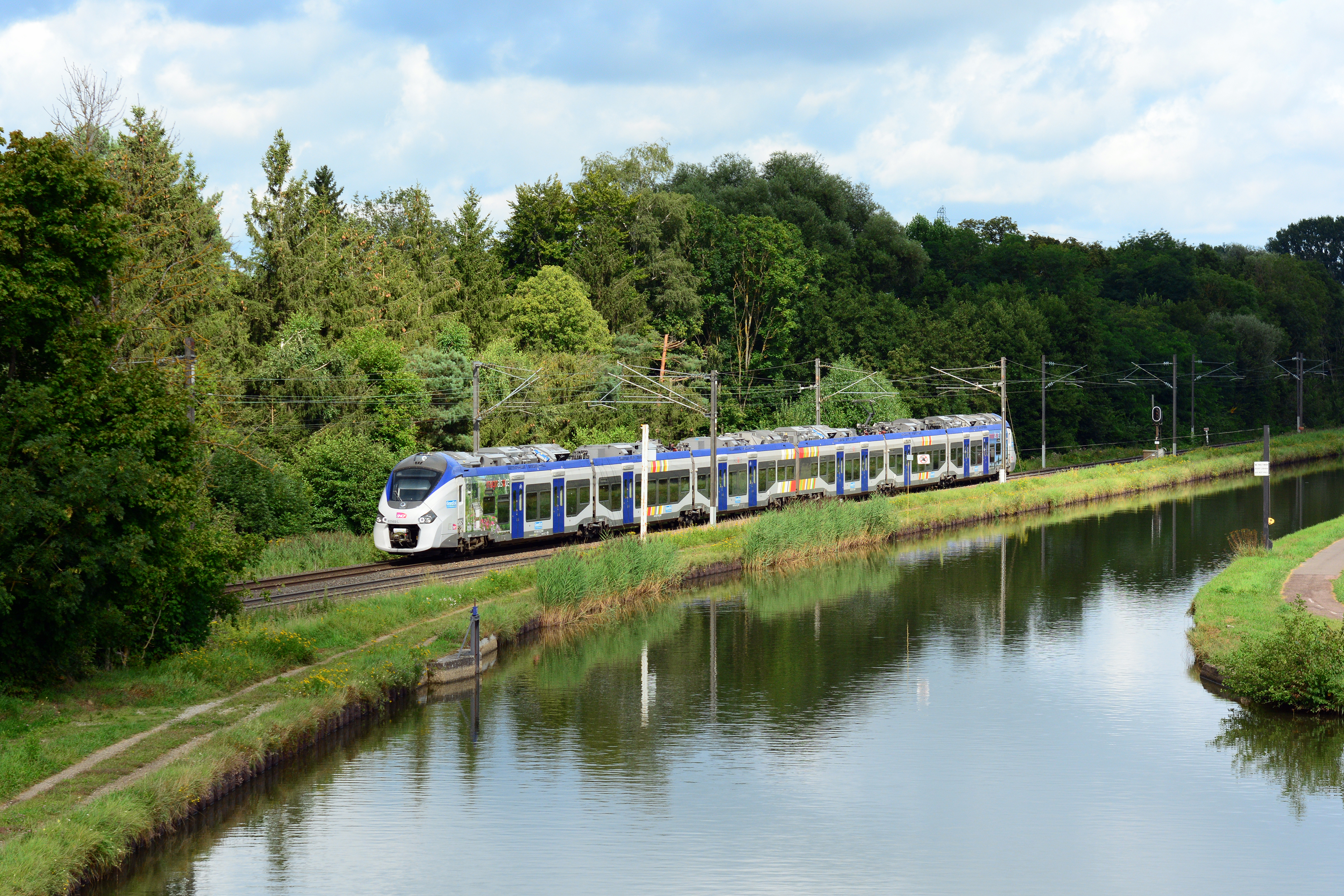
La gare ferroviaire de Steinbourg de la ligne de Noisy-le-Sec à Strasbourg-Ville.

#### Transports en commun
- Transports en Alsace.
- Fluo Grand Est.

##### SNCF
- Gare de Steinbourg,
- Gare de Zornhoff-Monswiller,
- Gare de Saverne,
- Gare de Dettwiller,
- Gare d'Ingwiller.

## Urbanisme

### Typologie
Au 1er janvier 2024, Dossenheim-sur-Zinsel est catégorisée commune rurale à habitat dispersé, selon la nouvelle grille communale de densité à sept niveaux définie par l'Insee en 2022.
Elle est située hors unité urbaine et hors attraction des villes,.

### Occupation des sols
L'occupation des sols de la commune, telle qu'elle ressort de la base de données européenne d’occupation biophysique des sols Corine Land Cover (CLC), est marquée par l'importance des forêts et milieux semi-naturels (72,9 % en 2018), en augmentation par rapport à 1990 (72,1 %). La répartition détaillée en 2018 est la suivante : 
forêts (72,9 %), prairies (19,6 %), zones urbanisées (4,2 %), cultures permanentes (3,2 %). L'évolution de l’occupation des sols de la commune et de ses infrastructures peut être observée sur les différentes représentations cartographiques du territoire : la carte de Cassini (XVIIIe siècle), la carte d'état-major (1820-1866) et les cartes ou photos aériennes de l'IGN pour la période actuelle (1950 à aujourd'hui).

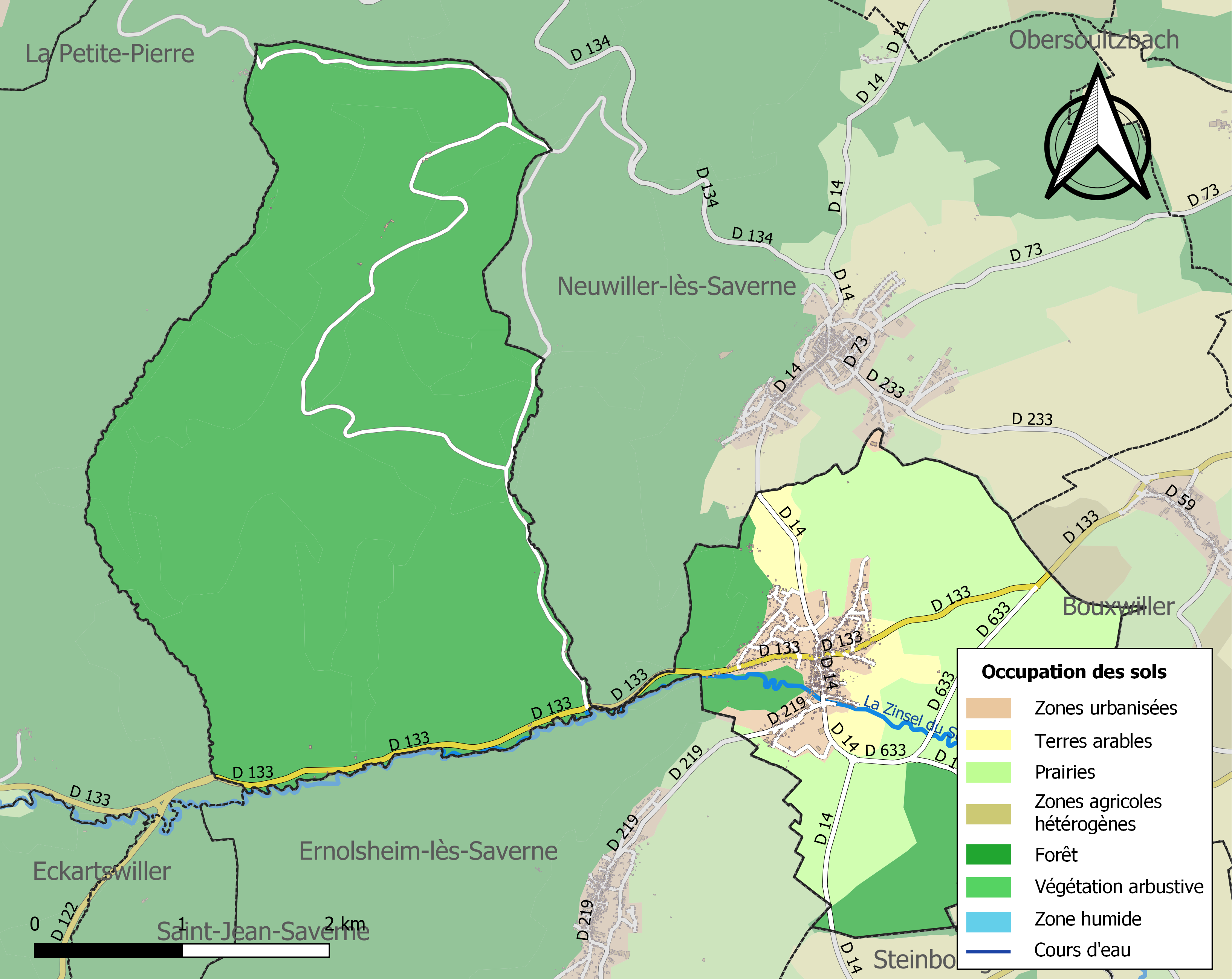
Carte des infrastructures et de l'occupation des sols de la commune en 2018 (CLC).

Plan local d'urbanisme intercommunal du Pays de Hanau.

### Intercommunalité
Commune membre de la Communauté de communes de Hanau-La Petite Pierre.

## Histoire
Ici se situe le célèbre refuge fortifié de Dossenheim-sur-Zinsel, qui abritait les populations lors des troubles de l'époque médiévale.
Guerre des paysans en Alsace et en Lorraine (1525).
Jusqu'à la Révolution, Dossenheim faisait partie avec Dettwiller du bailliage de la seigneurie de Herrenstein. Ce bailliage fut la propriété de la ville de Strasbourg de la fin du XIVe siècle à 1654. À cette date, Strasbourg vendit ce bailliage pour 35 000 florins au général comte de Rosen.
Dossenheim au XVIIIe siècle.
Dossenheim en 1702 :
Lieu considérable situé à l'entrée d'une gorge sur le bord de la rivière Zinzel ; son église est à l'entrée dudit lieu ; elle forme une figure ronde enfermée par un mur qui est haut de 18 pieds, et épaisse de 3 garnies de créneaux, des bâtiments a l'entour à la hauteur desdits murs, desquels bâtiments on tire à couvert ; elle a une autre petite muraille, comme une espèce de fausse braye qui est haute de 4 pieds laquelle est ruinée en quelques endroits ; l'église du dedans a un clocher tout voûté.

## Politique et administration

### Liste des maires
| Période                                  | Période  | Identité          | Étiquette | Qualité                       |
| ---------------------------------------- | -------- | ----------------- | --------- | ----------------------------- |
| Les données manquantes sont à compléter. |          |                   |           |                               |
| 2001                                     | mai 2020 | Daniel Bastian    |           |                               |
| mai 2020                                 | En cours | Fabrice Ensminger |           | Cadre de la fonction publique |

### Budget et fiscalité 2023

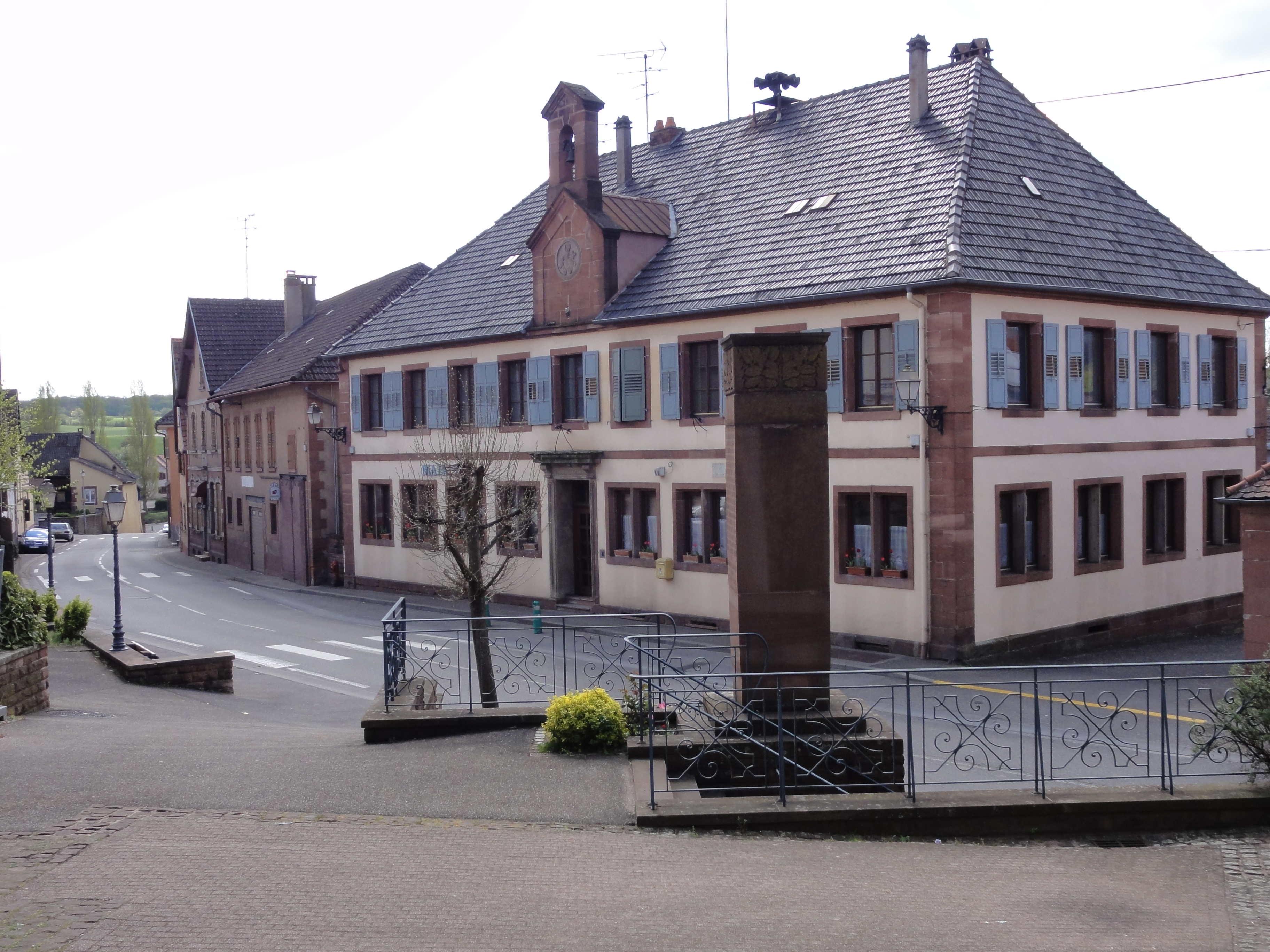
La mairie de 1847.

En 2023, le budget de la commune était constitué ainsi :
- total des produits de fonctionnement : 1 089 000 €, soit 986 € par habitant ;
- total des charges de fonctionnement : 812 000 €, soit 763 € par habitant ;
- total des ressources d'investissement : 1 174 000 €, soit 1 104 € par habitant ;
- total des emplois d'investissement : 1 419 000 €, soit 1 334 € par habitant ;
- endettement : 1 489 000 €, soit 1 400 € par habitant.

Avec les taux de fiscalité suivants :
- taxe d'habitation : 15,54 % ;
- taxe foncière sur les propriétés bâties : 29,59 % ;
- taxe foncière sur les propriétés non bâties : 122,36 % ;
- taxe additionnelle à la taxe foncière sur les propriétés non bâties : 0,00 % ;
- cotisation foncière des entreprises : 0,00 %.

Chiffres clés Revenus et pauvreté des ménages en 2021 : médiane en 2021 du revenu disponible, par unité de consommation : 24 880 €.

## Population et société

### Démographie
L'évolution du nombre d'habitants est connue à travers les recensements de la population effectués dans la commune depuis 1793. Pour les communes de moins de 10 000 habitants, une enquête de recensement portant sur toute la population est réalisée tous les cinq ans, les populations de référence des années intermédiaires étant quant à elles estimées par interpolation ou extrapolation. Pour la commune, le premier recensement exhaustif entrant dans le cadre du nouveau dispositif a été réalisé en 2008.

En 2022, la commune comptait 1 047 habitants, en évolution de −2,51 % par rapport à 2016 (Bas-Rhin : +3,17 %, France hors Mayotte : +2,11 %).
| 1793 | 1800 | 1806  | 1821  | 1831  | 1836  | 1841  | 1846  | 1851 |
| ---- | ---- | ----- | ----- | ----- | ----- | ----- | ----- | ---- |
| 785  | 928  | 1 124 | 1 182 | 1 246 | 1 131 | 1 048 | 1 063 | 984  |

| 1856 | 1861 | 1866 | 1871 | 1875 | 1880 | 1885 | 1890 | 1895 |
| ---- | ---- | ---- | ---- | ---- | ---- | ---- | ---- | ---- |
| 867  | 870  | 834  | 871  | 998  | 917  | 930  | 958  | 924  |

| 1900 | 1905 | 1910 | 1921 | 1926 | 1931 | 1936 | 1946 | 1954 |
| ---- | ---- | ---- | ---- | ---- | ---- | ---- | ---- | ---- |
| 888  | 884  | 854  | 889  | 922  | 939  | 917  | 918  | 933  |

| 1962 | 1968 | 1975  | 1982  | 1990  | 1999  | 2006  | 2008  | 2013  |
| ---- | ---- | ----- | ----- | ----- | ----- | ----- | ----- | ----- |
| 951  | 954  | 1 057 | 1 094 | 1 098 | 1 069 | 1 094 | 1 101 | 1 102 |

| 2018  | 2022  | - | - | - | - | - | - | - |
| ----- | ----- | - | - | - | - | - | - | - |
| 1 043 | 1 047 | - | - | - | - | - | - | - |

Population avant la Révolution :
1720 : 86 feux (voir l'article feu fiscal) ;
1746 : 71 feux ;
1750 : 115 feux ;
1760 : 77 feux dont 43 familles catholiques, 80 luthériennes, 9 israélites ;
1763 : 76 feux ;
1766 : 80 feux dont 6 familles juives.

### Enseignement
Établissements d'enseignements :
- Écoles maternelle et primaire,
- Collèges à Bouxwiller, Saverne, Dettwiller, Phalsbourg,
- Lycées à Bouxwiller, Bouxwiller.

### Santé
Professionnels et établissements de santé :
- Médecins à Dossenheim-sur-Zinsel, Steinbourg, Monswiller, Dettwiller,
- Pharmacies à Neuwiller-lès-Saverne, Steinbourg, Monswiller, Dettwiller, Saverne,
- Hôpitaux à Saverne, Ingwiller, Phalsbourg.

### Cultes
- Culte protestant[46].
- Culte catholique, Paroisses Dossenheim Saint Léonard (Dossenheim Saint Léonard)[47], Diocèse de Strasbourg.

## Économie

### Entreprises et commerces

#### Agriculture
- Ferme de maréchal-ferrant[48].
- Exploitant agricole. Élevage d'autres animaux[49]
- Transformation et conservation de fruits et légumes.

#### Tourisme
- Restauration traditionnelle.
- Hébergement touristique et autre hébergement de courte durée.
- Terrains de camping et parc pour caravanes ou véhicules de loisirs.

#### Commerces
- Commerces et services de proximité[50].
- Ancien moulin dit Schweyermuehle[51].
- Moulin dit Dorfmuehle, actuellement minoterie Burggraf-Becker[52].

## Culture locale et patrimoine

### Lieux et monuments

#### Patrimoine civil

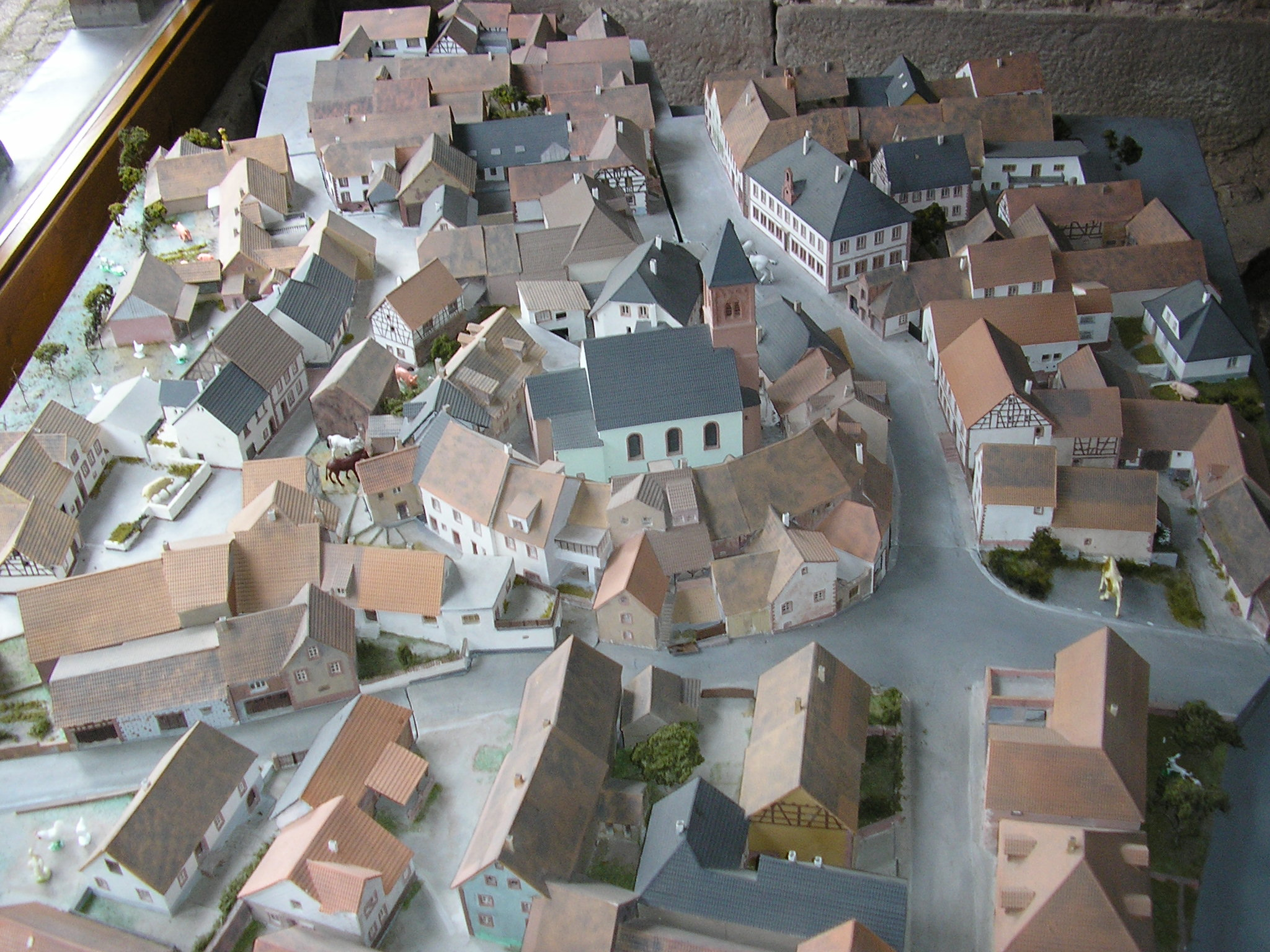
Maquette de l'état actuel du refuge fortifié.
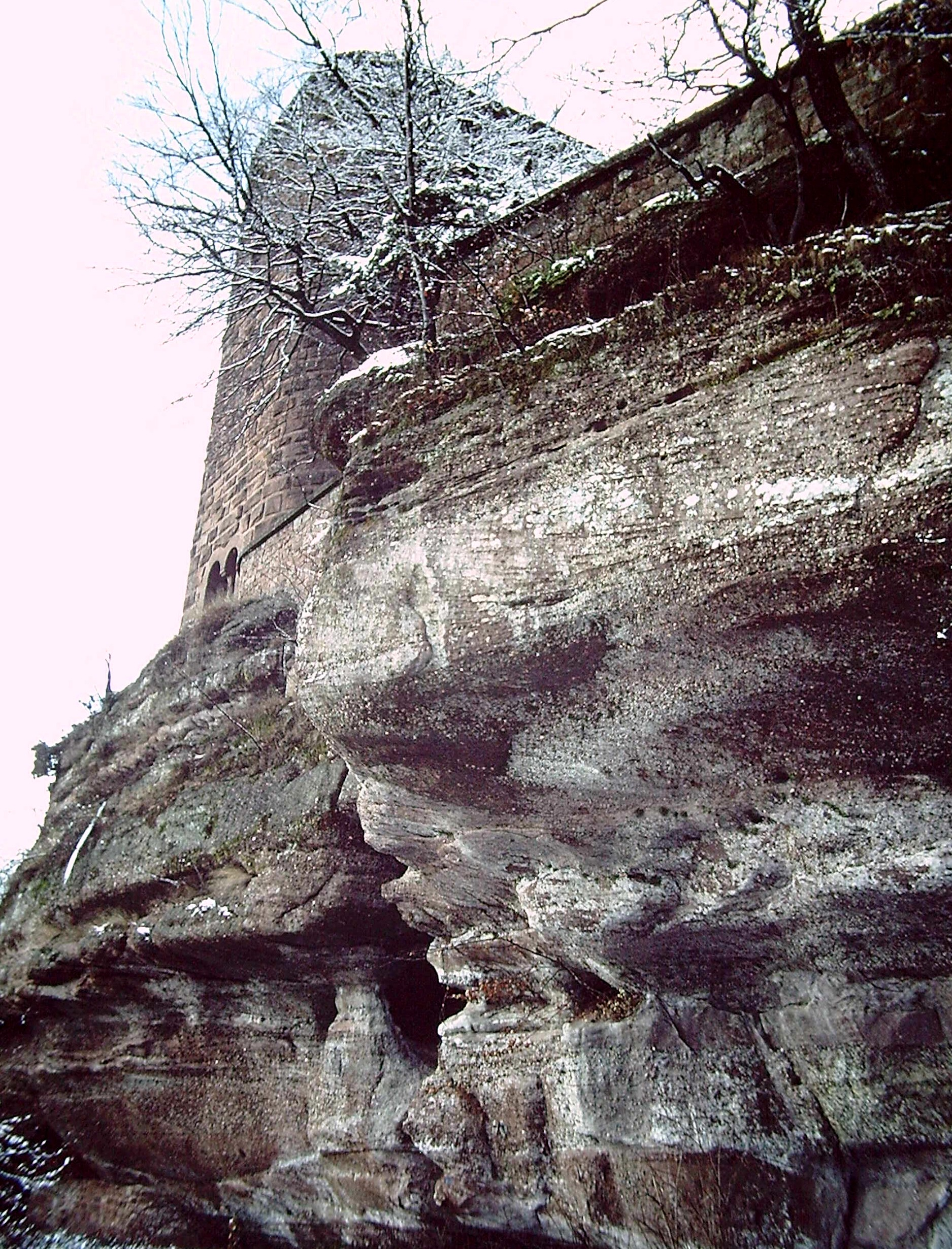
Le donjon du Château de Hunebourg.
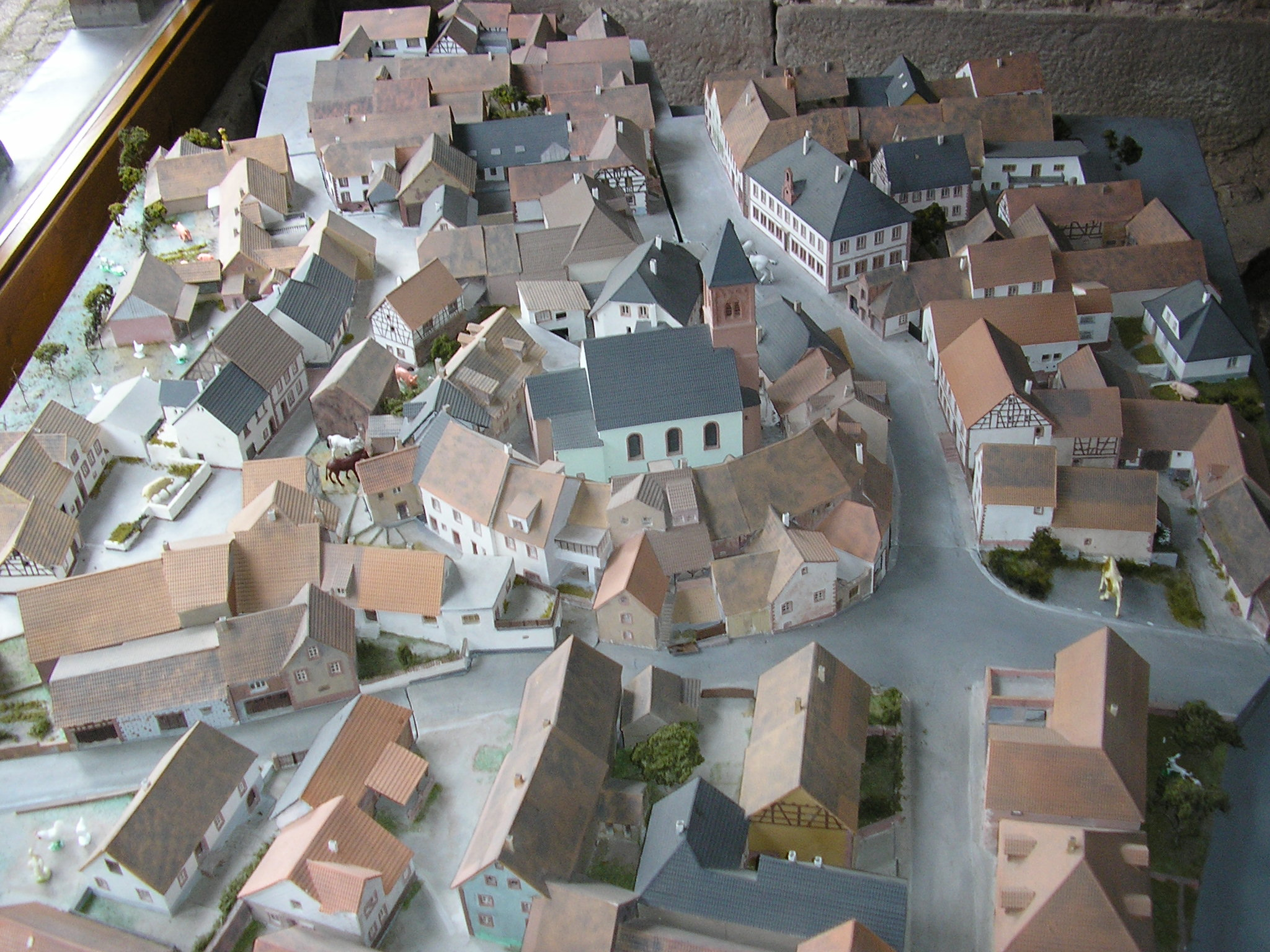
Maquette de l'état actuel du refuge fortifié.
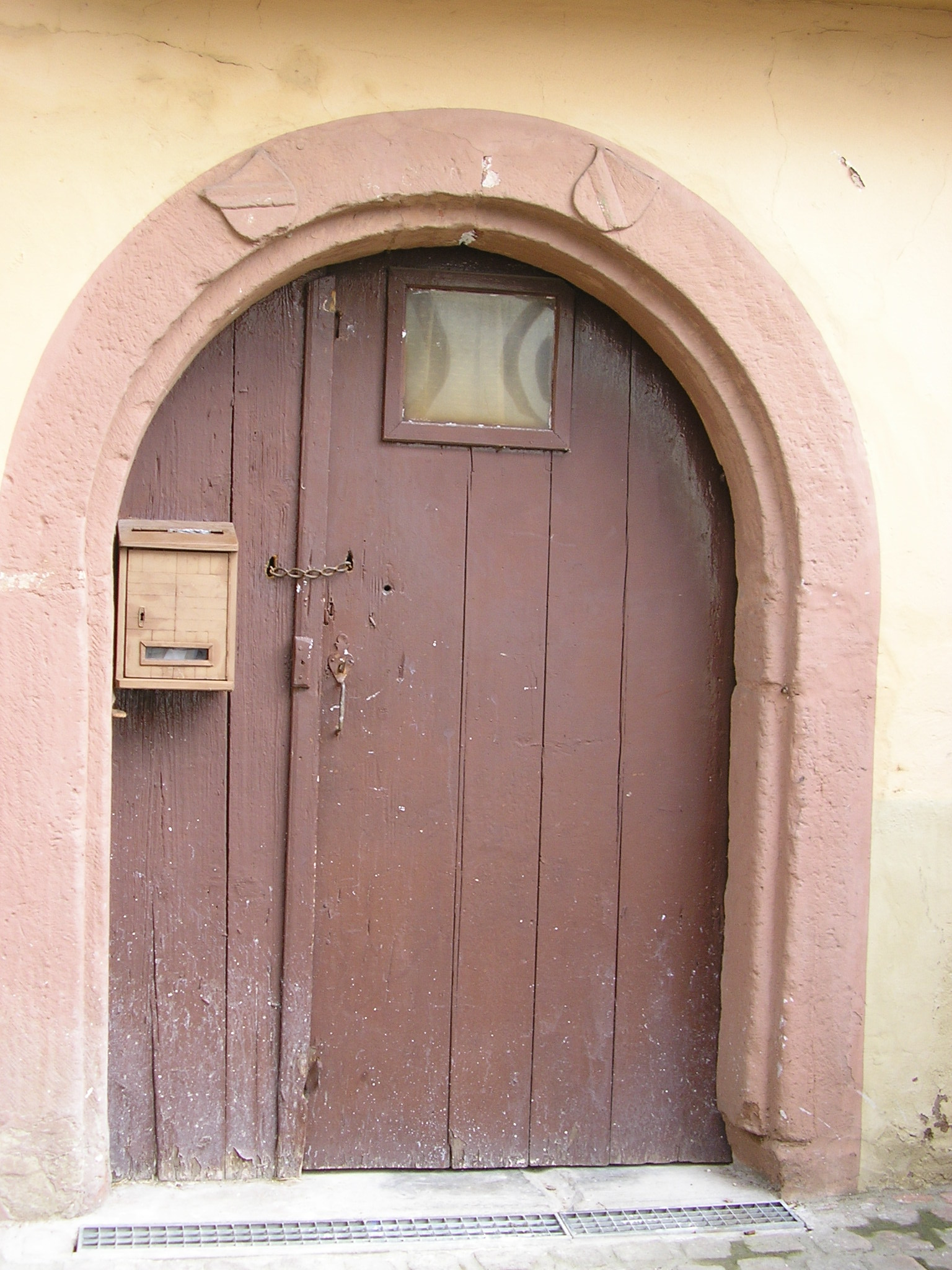
Porte d'une ancienne maison sur le site du refuge fortifié.
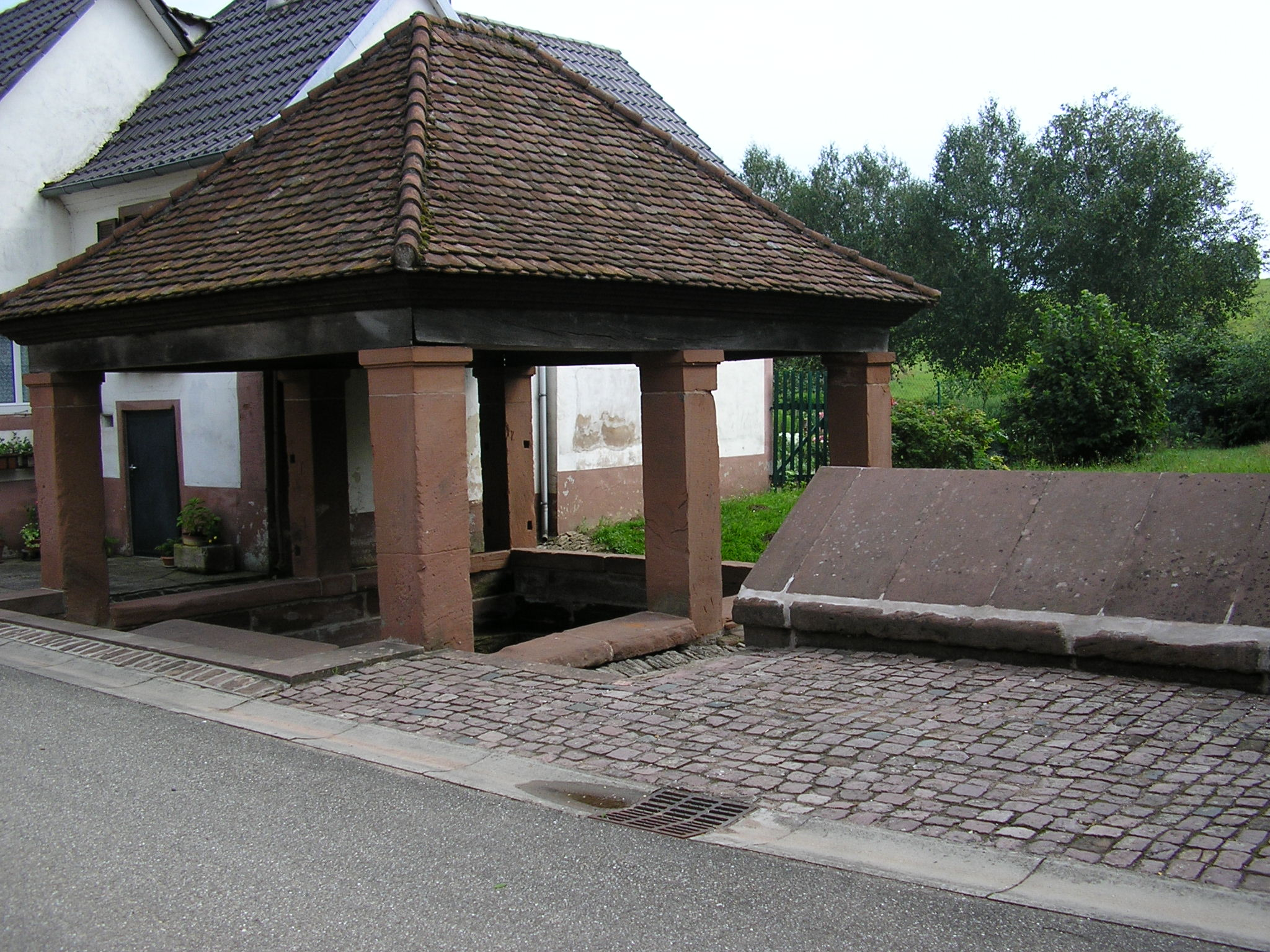
Vieux lavoir.
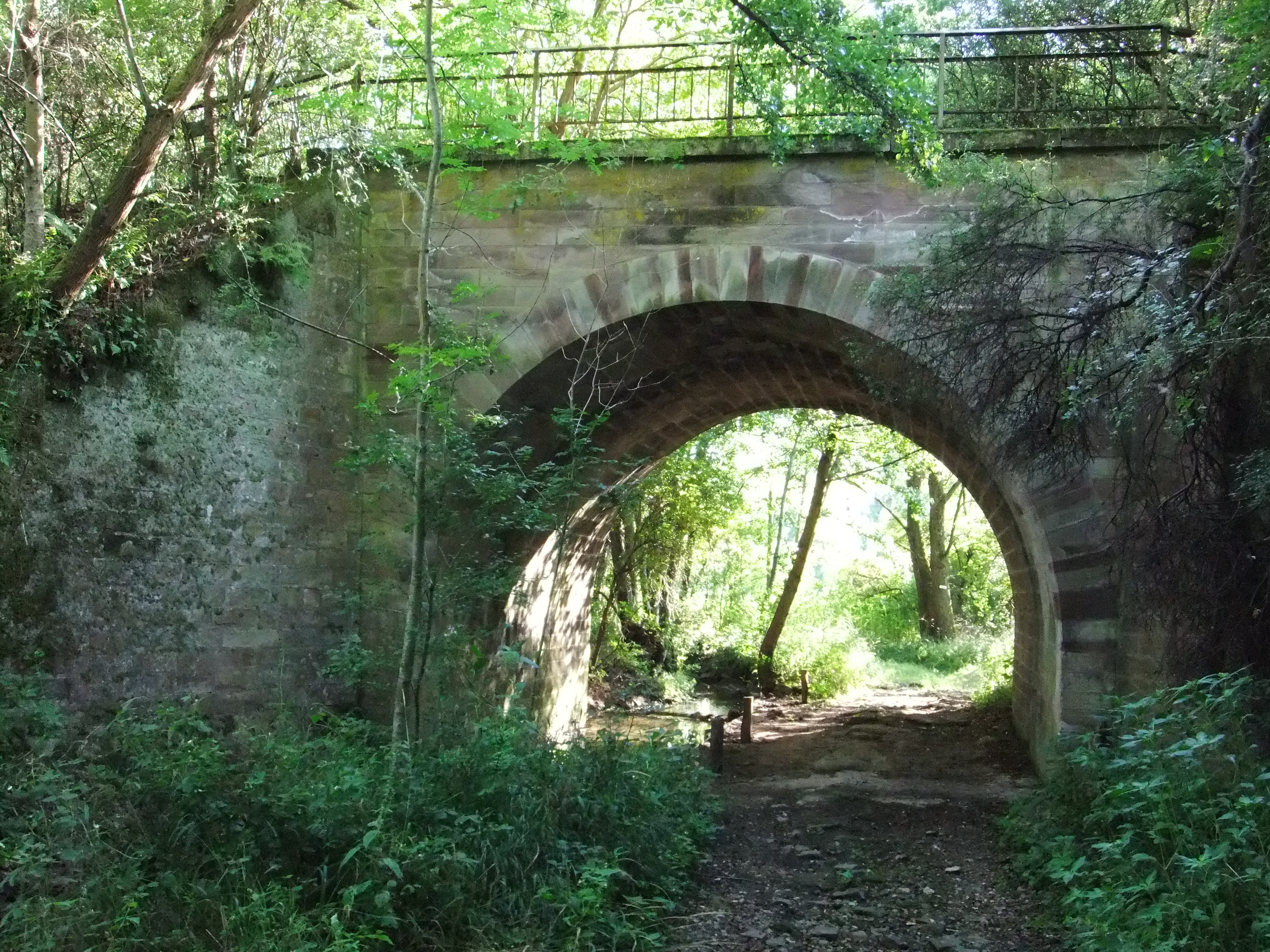
Pont sur le Griesbaechel de la ligne Steinbourg-Obermodern.

- Le refuge fortifié, un enclos médiéval[53],[54].
- Rendez-vous de chasse, maison forestière[55].
- Le château de Hunebourg, inscrit au titre des monuments historiques[56].
- Les vestiges du château de Warthenberg (milieu du XIIe siècle)[57],[58].

Cimetière fortifié.
- Lavoir dit Oschterbrunne (B)[60].

#### Patrimoine religieux

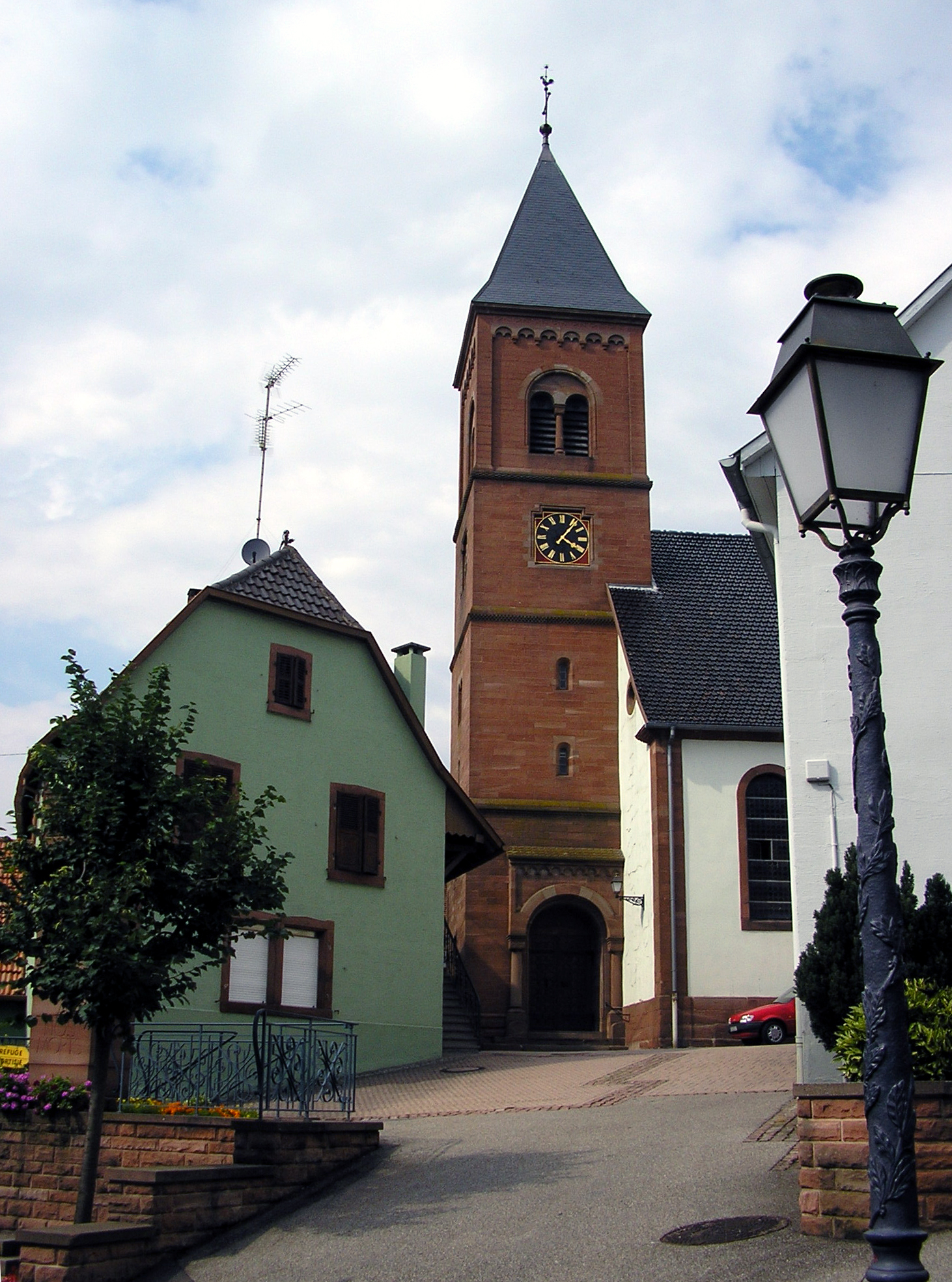
L'église simultanée Saint-Léonard.
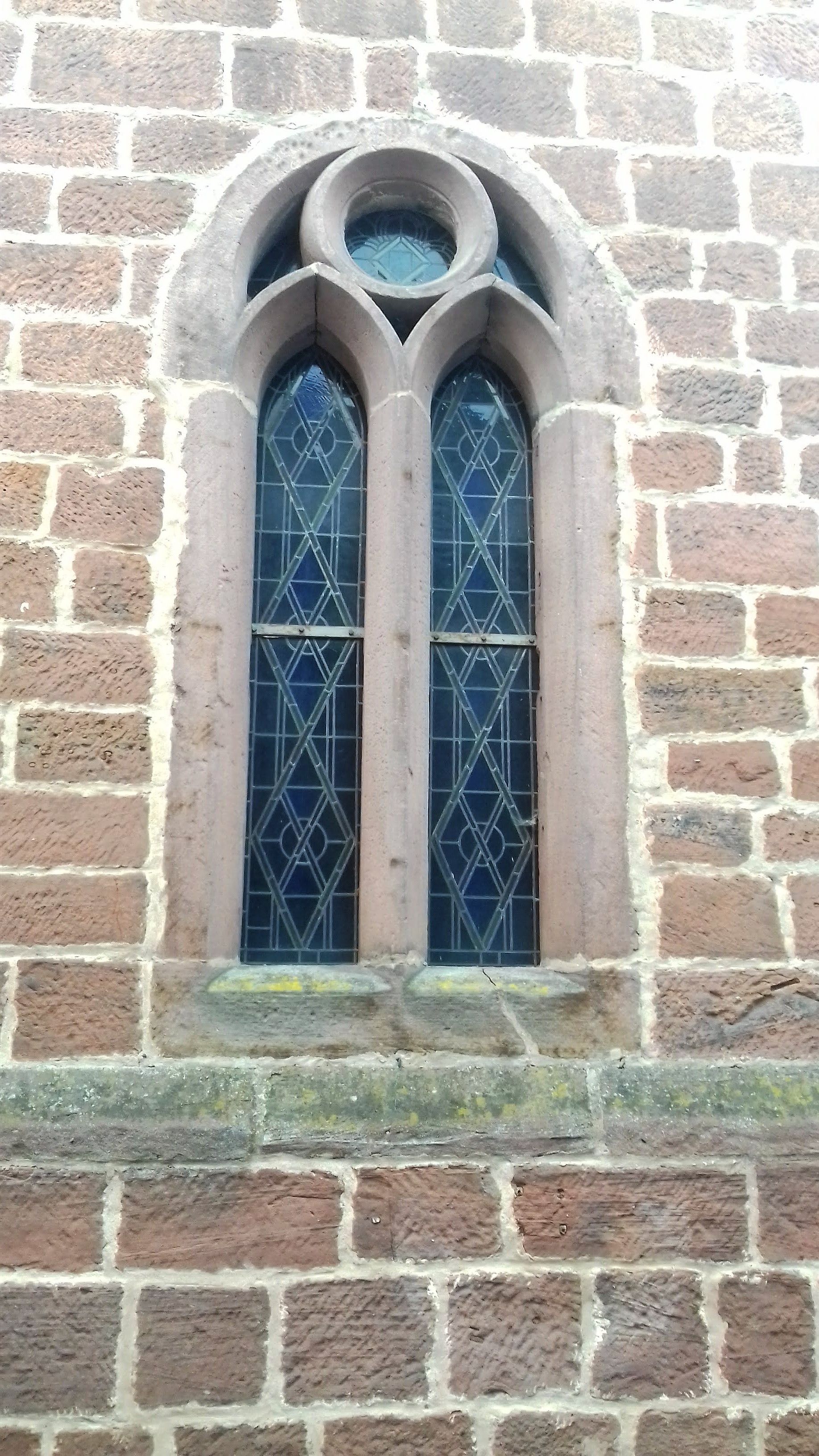
L'église Saint-Léonard.
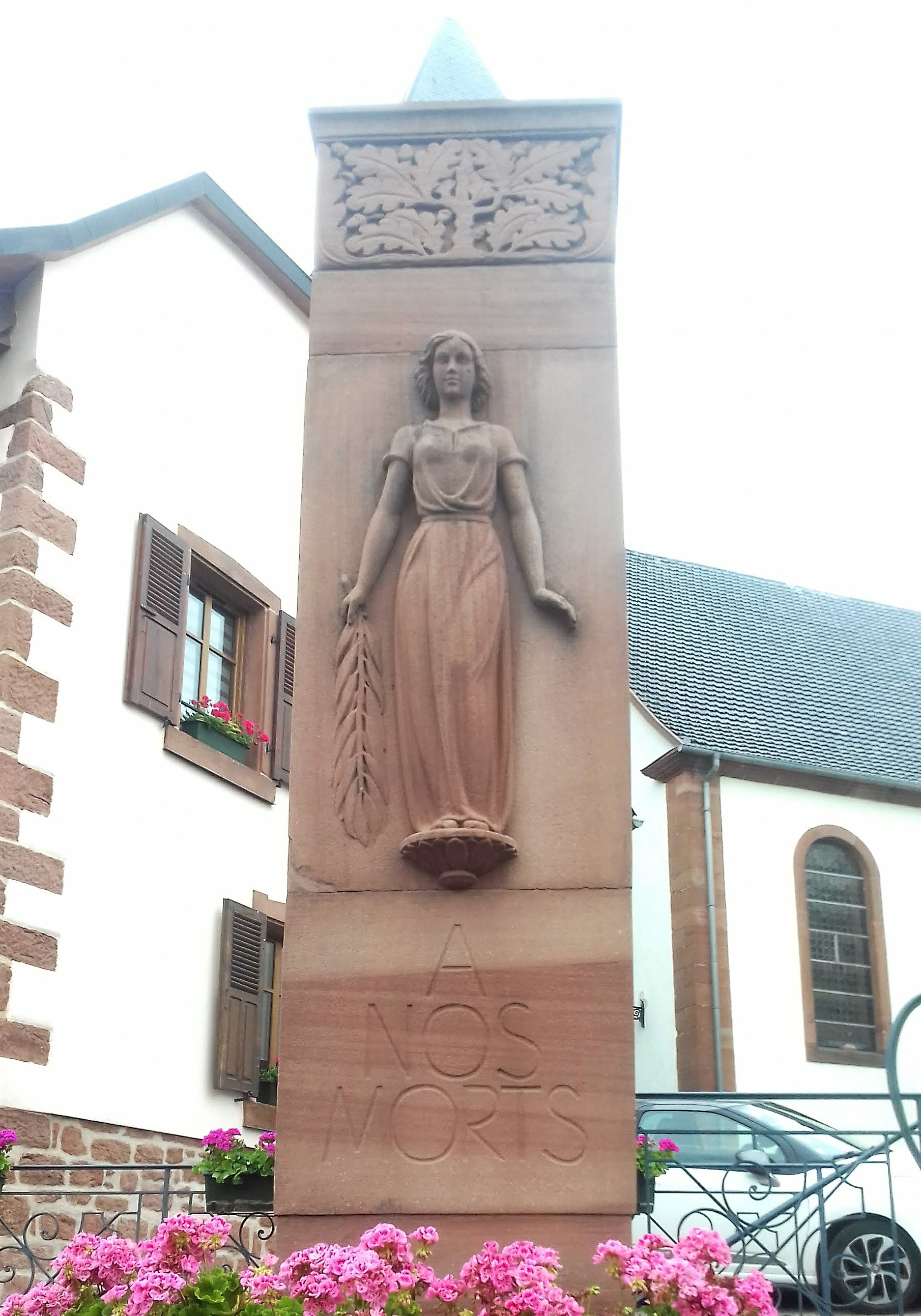
Le monument aux morts.

- Dossenheim-sur-Zinsel est l'une des quelque cinquante localités d'Alsace dotées d'une église simultanée[61].
- Église simultanée Saint-Léonard[62].

- Croix de cimetière[84].
- Cimetière fortifié[85].
- Cimetière catholique[86].
- Cimetière protestant[87].
- Monument aux morts. Conflits commémorés : Guerres 1914-1918 - 1939-1945 - AFN-Algérie (1954-1962)[88].

### Personnalités liées à la commune
- Guillaume Philippe Schimper, né à Dossenheim en 1808 et mort en 1880, conservateur du musée d'histoire naturelle de Strasbourg, professeur de géologie, de minéralogie et de paléontologie à l'Université de Strasbourg.

### Héraldique
| Blason de Dossenheim-sur-Zinsel | Blason  | De sable au carcan d'or, les chaînes du même mouvanr en chevron du chef. |
| Blason de Dossenheim-sur-Zinsel | Détails |                                                                          |